# 赖因斯·普里巴斯
萊因霍爾德·理查德·「赖因斯」·普里巴斯（i/ˌraɪns ˈpriːbəs/ RYNS PREE-bəs，1972年3月18日—）是美國政治人物，擔任 Michael Best 律師事務所總裁及首席策略師，亦是華盛頓演講局的演講者之一。曾任威斯康辛州共和黨主席、共和黨全國委員會主席和白宮幕僚長。

## 外部連結
- GOP.com的主席資料
- 迈克尔最佳律師事務所個人檔案
- C-SPAN內的頁面（英文）
- 赖因斯·普里巴斯在《紐約時報》上的節選新聞及評論
- 威斯康星州PolitiFact（英语：PolitiFact.com）的檔案 （页面存档备份，存于）
- RNC籌資 （页面存档备份，存于）, NewsMax

| 政党职务                 | 政党职务                            | 政党职务                        |
| ------------------------ | ----------------------------------- | ------------------------------- |
| 前任者： 理查德·W·格雷伯 | 威斯康星州共和黨主席 2007年－2011年 | 繼任者： 布拉德·考特尼          |
| 前任者： 邁克爾·斯蒂爾   | 共和黨全國委員會主席 2011年－2017年 | 繼任者： 龍納·羅姆尼·麥克丹尼爾 |
| 官衔                     |                                     |                                 |
| 前任者： 代尼斯·马克多纳 | 白宮幕僚長 2017年1月－7月           | 繼任者： 約翰·F·凱利            |